# Hugh Gibb
Hugh Leslie Gibb (Chorlton-cum-Hardy, Manchester, 15 de janeiro de 1916 – 6 de março de 1992) foi um baterista e líder de banda inglês. Pai dos músicos ingleses Barry, Robin, Maurice e Andy Gibb.

## Vida e carreira

### Infância e núcleo familiar
Hugh Leslie Gibb nasceu em Chorlton-cum-Hardy, distrito de Manchester, filho de Hugh Gibb e Edith Yardley.
Seu pai nasceu em Lanarkshire, Escócia, em 1876. Sua mãe nasceu em Manchester em 1892, filha de William e Hannah. Ela era 16 anos mais nova que seu marido e tornou-se madrasta e seus sete filhos de um casamento anterior com Annie, que morreu em 1889 com 38 anos de idade. O avô de Gibb, Thomas Yardley, nasceu em 1826 sendo registrado como trabalhador em linhas férreas.

### Morte
Após a morte de Andy Gibb, em 1988, Hugh perdeu o interesse em sua vida, vindo a falecer em 6 de março de 1992, vítima de hemorragia interna, aos 76 anos. Encontra-se sepultado no mesmo cemitério que Andy, Forest Lawn Memorial Park, Los Angeles.